# Табакотрус
Табакотрус — штатна одиниця на шахтах, що існувала аж до 60-х років. В обов’язки табакотруса входило перевіряти кишені шахтарів перед спуском в шахту на предмет тютюну і сірників. А також перевіряти спецодяг в сушарці. Хто попадався табакотрусу, заносився в «чорні списки». Навіть якщо людина випадково забула викласти сірники з кишені, вона ризикувала як мінімум залишитися без премії. Кілька повторів — можна було потрапити під суд або бути звільненим з «вовчим квитком».
На деяких шахтах табакотруси не обмежувалися шмоном перед кліттю, а ходили по виробках і змушували подземників вивертати кишені в пошуках курива.
У Гірському Статуті, скасованому після перебудови, було сказано: «Пронос через лампову курильних приналежностей заборонений.»
Постановою 1943 року табакотрусу, як і іншим робітникам поверхні, встановлювалася денна тарифна ставка 10 рублів.
Табакотрус післявоєнних років — це злючий дідок-пенсіонер, який у кліті обмацував всіх, в тому числі і жінок. Потім влада згадала, що згідно із законом обшук може бути тільки з санкції прокурора, і це дійство скасували. В кінці 70-х на одній шахті був спалах метану, нібито від куріння. ВостНІІ вийшов на законодавців з пропозицією відродити огляд шахтарів. Але і цього разу закон взяв гору.